# Миттельфишбах
Миттельфишбах (нем. Mittelfischbach) — община в Германии, в земле Рейнланд-Пфальц. 
Входит в состав района Рейн-Лан. Подчиняется управлению Катценельнбоген.  Население составляет 125 человек (на 31 декабря 2010 года). Занимает площадь 1,84 км².